# Narmada Dam Project

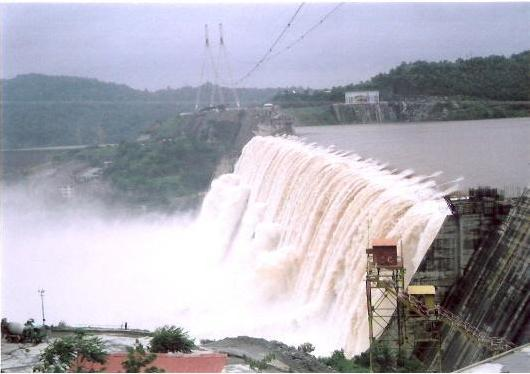
Tama Sardar Sarovar w trakcie budowy

Narmada Dam Project – projekt rozwojowy finansowany przez Bank Światowy, związany z budową systemu tam i kanałów na rzece Narmada w zachodnich Indiach, a następnie budowę sieci nawadniającej, by na obszarze ponad 18 000 kilometrów kwadratowych, na terenach Kaććh i Saurashtra narażonych na susze ulepszyć system irygacyjny i pozyskiwać prąd z hydroelektrowni. 
Pomysł zrodził się już w latach 1940 jako inicjatywa pierwszego premiera Indii, Jawaharlala Nehru. Jednak dopiero w 1979 został włączony do planów rozwoju regionu.
Największą z 30 wielkich wznoszonych tam jest Sardar Sarovar Project. Jej wysokość planuje się na 136,5 metra. 
Projekt wywołał falę protestów ze strony obrońców praw człowieka, środowiska naturalnego i krytyków polityki rozwojowej takich jak antropolog Thayer Scudder czy Lori Udall. Budowa tamy wzbudziła również zainteresowanie mediów. W wyniku tych wydarzeń wielu głównych donatorów Banku Światowego takich jak Anglia, Szwecja, Niemcy, Japonia, Francja, Włochy, Kanada znacząco ograniczyły swoje wsparcie. Finlandia swój wkład zmniejszyła o 30%. Ostatecznie również Kongres USA zdecydował się na obcięcie funduszy i pod tą presją stwierdzono potrzebę wprowadzenia niezależnej kontroli projektów prowadzonych przez Bank Światowy.

## Konsekwencje ekonomiczne, społeczne i środowiskowe
Wśród najważniejszych konsekwencji projektu są:     
- Polepszenie dostępu do wody pitnej dla około 25 milionów mieszkańców indyjskiego regionu Gujarat;
- Irygację i polepszenie nawodnienia prawie 18 tysięcy kilometrów kwadratowych powierzchni;
- Zapewnienie ochrony przeciwpowodziowej dla ponad 400 tysięcy osób (obszar 210 wsi i miasta Bharuch);
- Zwięszeknie ilości produkowanej energii;
- Prawie milion nowych miejsc pracy związanych z realizacją i obsługą infrastrukturalną projektu;
- Pośrednie oddziaływanie projektu na tworzenie nowych miejsc pracy, oraz rosnącą dynamikę rozwoju gospodarczego regionu.

Konsekwencją realizacji projektu stało się przesiedlenie prawie 360 tysięcy osób (około 40 tysięcy rodzin). Środowiskowe konsekwencje inwestycji, oraz towarzyszące jej przesiedlenia ludności, stały się przyczyną długotrwałych protestów i batalii prawnych. W pochodzącym z 2000 roku orzeczeniu Indyjski Sąd Najwyższy uznał ostatecznie realizację projektu za zasadną. Zgodnie ze wspomnianym orzeczeniem, korzyści ekonomiczne związane z realizacją projektu zdecydowanie kompensują jego negatywne następstwa społeczne i środowiskowe (stosunek beneficjentów inwestycji do osób odczuwających negatywne konsekwencje jego realizacji jest większy niż 100:1).
 